# Marc Valentin Regnouf de Vains
Marc Valentin François Regnouf de Vains est un homme politique français né le 4 octobre 1778 à Avranches (Manche) et mort le 15 novembre 1843 à Avranches.

## Biographie
Propriétaire du Manoir de Vains qu'il a hérité de son père Jacques Regnouf décédé en 1805, maire de Vains de 1813 à 1822, il est député de la Manche de 1815 à 1816 et de 1820 à 1827, siégeant dans la majorité soutenant les gouvernements de la Restauration. Il a également été sous-préfet d'Avranches de 1824 à 1830.
Décoré de la Fleur de Lys et de la Légion d'Honneur. Anobli par lettres patentes du 22 juin  1816.
Marié le 11 février 1804, à Chavoy, avec Hortense Payen de Chavoy

## Sources
« Marc Valentin Regnouf de Vains », dans Adolphe Robert et Gaston Cougny, Dictionnaire des parlementaires français, Edgar Bourloton, 1889-1891 [détail de l’édition]